# Beauséjour (album)
Pour les articles homonymes, voir Beauséjour.
Albums de Michel Berger
Mon piano danse
(1976) Beaurivage
(1981)
Singles
1. La Groupie du pianiste / Quelques mots d'amour
Sortie : Janvier 1980
2. Celui qui chante
Sortie : Août 1980

Beauséjour est le 5e album studio de Michel Berger sorti en 1980.

## Présentation
Son titre fait référence à la villa de Beauséjour, à Paris, où réside alors le compositeur.
Depuis Starmania, opéra-rock paru en 1978 et créé à la scène en 1979, Michel Berger est définitivement reconnu, mais seulement comme auteur-compositeur. Comme chanteur, il n’a connu qu’un seul succès : Écoute la musique.
Les années 1980 sont bénéfiques à Michel Berger pour sa carrière de chanteur. En effet, lors de sa sortie, Beauséjour connaît un véritable triomphe commercial porté par La Groupie du pianiste, grand succès de l’été 1980.
Outre La Groupie du pianiste, deux autres titres rencontrent également le succès : Celui qui chante et Quelques mots d'amour.
Daniel Balavoine fait les chœurs dans la chanson Y’a vraiment qu’l’amour qui vaille la peine.
Le 7 octobre 2022, une chanson inédite, Vivre, est mise en ligne sur Internet. Elle a été enregistrée en 1980, aux États-Unis, pour cet album, mais en a été écartée faute de place,.

## Ventes
L'album s'est vendu à près de 300 000 exemplaires depuis sa sortie.

## Titres
Toutes les chansons sont écrites et composées par Michel Berger.
| 1.    | La Groupie du pianiste                      | 4:41 |
| 2.    | Y'a vraiment qu'l'amour qui vaille la peine | 4:21 |
| 3.    | C'est pour quelqu'un                        | 3:09 |
| 4.    | Celui qui chante                            | 3:10 |
| 5.    | Tout est possible                           | 3:58 |
| 6.    | Attendre                                    | 4:54 |
| 7.    | Quelques mots d'amour                       | 3:38 |
| 8.    | Jouer du banjo                              | 3:39 |
| 9.    | La Fille des années 2000                    | 3:05 |
| 10.   | C'est difficile d'être un homme aussi       | 2:27 |
| 37:05 |                                             |      |

## Crédits

### Les musiciens
- Michel Berger : piano, chant
- France Gall : chœurs sur La Groupie du pianiste, Celui qui chante, Attendre, Tout est possible et C'est difficile d'être un homme aussi
- Herb Pedersen : banjo sur Jouer du banjo
- Lyle Harper : basse sur Y'a vraiment qu'l'amour qui vaille la peine, Attendre et La Fille des années 2000
- Neil Stubenhaus : basse sur C'est pour quelqu'un, Celui qui chante, Quelques mots d'amour, Jouer du banjo et C'est difficile d'être un homme aussi
- Pascal Arroyo : basse sur Tout est possible
- Paul Stallworth : basse sur La Groupie du pianiste
- Claude Puterflam : chœurs sur Attendre
- Daniel Balavoine : chœurs sur Y'a vraiment qu'l'amour qui vaille la peine
- Laurel Massé : chœurs sur Jouer du banjo
- Allan Schwartzberg : batterie sur Tout est possible
- Jim Gordon : batterie sur C'est pour quelqu'un, Quelques mots d'amour et Jouer du banjo
- Jim Keltner : batterie sur La Groupie du pianiste
- Mike Baird : batterie sur Celui qui chante
- Rick Shlosser : batterie sur C'est difficile d'être un homme aussi
- Simon Phillips : batterie sur Y'a vraiment qu'l'amour qui vaille la peine, Attendre et La Fille des années 2000
- Steve Lukather : guitare sur C'est pour quelqu'un et Jouer du banjo
- Paulinho Da Costa : percussion sur La Groupie du pianiste

### Production
- Michel Berger : production
- Michel Bernholc : arrangements
- Jean-Pierre Janiaud : mixage
- Patrick Foulon : mixage

## Classements et certifications
| Classement (1980) | Meilleure position |
| ----------------- | ------------------ |
| France (SNEP)     | 2                  |

| Région                                                                                                 | Certification | Ventes/Streams |
| --- | ------------- | -------------- |
| France (SNEP)                                                                                          | Or            | 100 000*       |
| *Ventes selon la certification ^Mise en rayon selon la certification xNon précisé par la certification |               |                |